# Fox Sports 3 (México)
Fox Sports 3 es un canal de televisión por suscripción mexicano de origen estadounidense especializado en deportes. Fue lanzado el 5 de noviembre de 2012 en reemplazo de la variante latinoamericana de Speed. El canal es propiedad de Grupo Multimedia Lauman (bajo licencia de Fox Broadcasting Company).

## Historia
El 30 de octubre de 2012, Fox International Channels ofreció una conferencia en la Ciudad de México donde dio a conocer el nuevo logotipo de la cadena Fox Sports, así como un nuevo canal llamado Fox Sports 3. El Vicepresidente de Programación y Producción de esta marca, Fausto Cevallos, comentó que esta nueva señal se enfocara en deportes extremos, de contacto y al automovilismo:

«Sabemos y siempre lo hemos sabido que el automovilismo, los deportes extremos y de contacto tienen un gran mercado, y yo creo que no muchos canales en Latinoamérica lo habían hecho... la idea es hacerlo de buena manera, con buenos contenidos.»
Fausto Cevallos

El canal también lanzó su propia señal en alta definición, primero distribuida por UNE en Colombia (actualmente Tigo UNE), al agregarla a su oferta de canales en abril de 2013. Más adelante, se agregó el canal en la grilla de GTD Manquehue en Chile en junio del mismo año.

### Venta de Fox a Disney: Venta obligada de Fox Sports, y la compra por Grupo Multimedia Lauman
Debido a la venta de 21st Century Fox a The Walt Disney Company en 2019, Disney adquirió prácticamente todos los activos de la compañía, incluyendo los canales internacionales de Fox Sports. Sin embargo, Disney tuvo que excluir las operaciones de Fox Sports en México, debido a las medidas impuestas por el Instituto Federal de Telecomunicaciones (IFT), para así poder obtener la aprobación de compra de los organismos mexicanos.
En México, el Instituto Federal de Telecomunicaciones ordenó la desincorporación o venta de los canales Fox Sports y todos los activos de ese negocio, ya que de la concentración resultaría una empresa con la capacidad unilateral de afectar la oferta o los precios para los proveedores de servicio de televisión restringido, lo que afectaría la competencia en este rubro. El proceso duraría 1 año; sin embargo, se extendió mediante prórrogas debido a las malas condiciones de la economía tras la pandemia de COVID-19. Luego de que las condiciones se prestaron a ello y a que la IFT presionó, el 21 de mayo del 2021 se dio a conocer que la venta se realizó y se aprobó por parte del órgano de telecomunicaciones mexicano. En mayo de 2021 se anunció que Fox Sports sería vendida al Grupo Multimedia Lauman, conglomerado que opera en México el canal de televisión por suscripción El Financiero y cuenta con una alianza con la compañía estadounidense Bloomberg TV. El 8 de junio de 2021, el Instituto Federal de Telecomunicaciones aprobó la venta al Grupo Multimedia Lauman.

## Programación
La programación de Fox Sports 3 está orientada mayormente a los deportes de motor, carreras automovilísticas y deportes extremos. Varios eventos y programas que transmitía Speed siguen en Fox Sports 3 y los programas orientados al automovilismo o deportes extremos que se transmitían en Fox Sports o Fox Sports + son transmitidos en Fox Sports 3, además, se transmiten algunos programas de la cadena Fuel TV. La Fórmula 1 transmite las prácticas libres y las clasificaciones en diferido y la carrera por Fox Sports 3. Los días 15 y 16 de diciembre en 2012, Fox Sports 3 transmitió la Carrera de Campeones que se realizó en Tailandia, siendo la primera vez que este evento es transmitido en vivo para Latinoamérica, y fue transmitido en principio hasta 2016.

## Logotipos

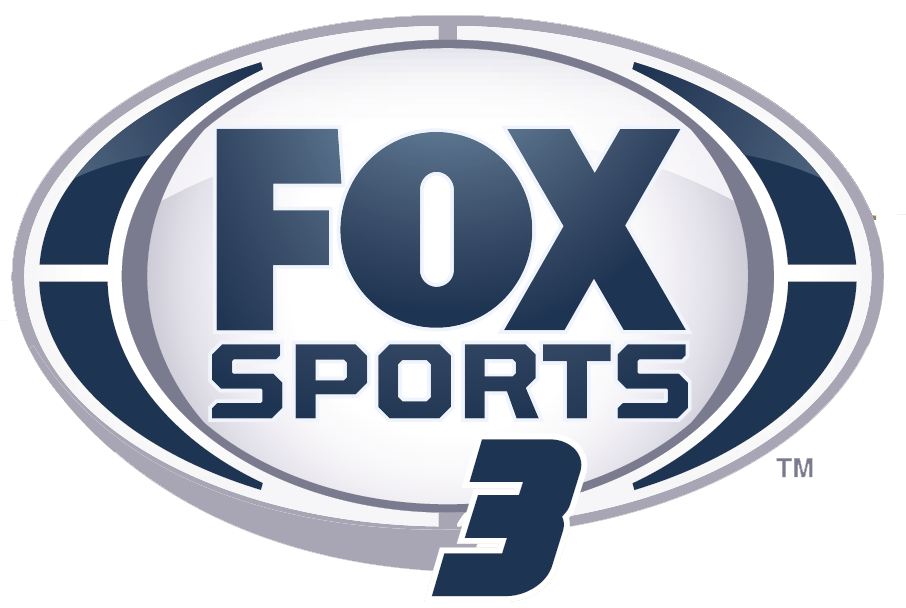
2012-2015
Desde 2015
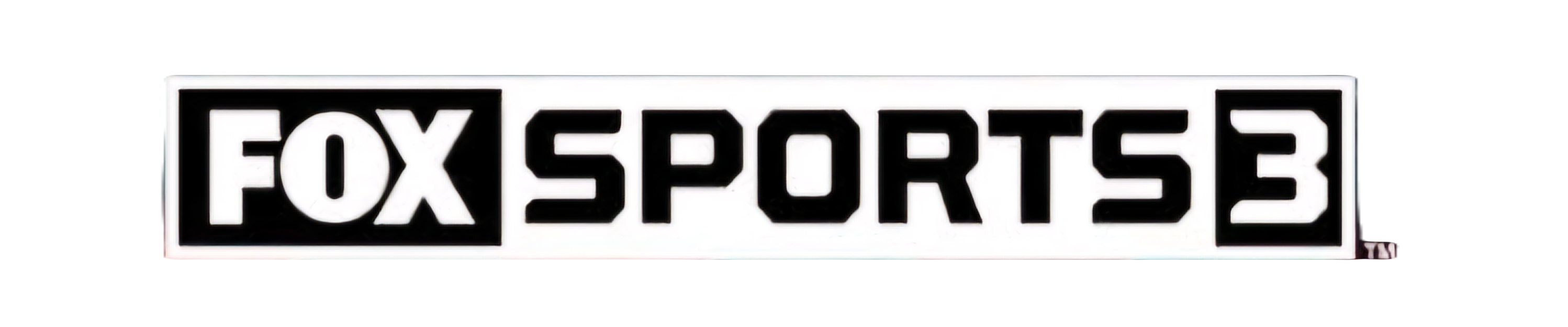
Desde 2022 (alternativo)